# 田原港
田原港（たはらこう）は、愛知県田原市にかつてあった港湾。1962年（昭和37）年5月に渥美湾奥部の4つの港を「三河港」として統合するまでの固有の名称。時代により範囲が異なる。
なお、統合以降も三河港田原地区を田原港と呼ぶ場合もある。

## 概要
前身は田原藩一万二千石の表玄関とされていた船倉湊。17世紀後半には、田原湾に注ぐ汐川の河口に港が作られていた。
船倉の名は河口に船溜り（船倉）が設けられたことに由来する。1738年（元文3年）の田原藩の御祐筆日記の一条からは、積荷のための船が湊にひしめき、河岸には御領米を積み置く倉や運上金を徴収する藩の見張所が並んでていた様子がうかがえるとされる。
古くは1587年（天正15年）に徳川家康が豊臣秀吉との会見後に浜松への帰路に利用したとされているが、元々は地の利を得た自然の湊として開けていたようである。

## 秋葉山常夜灯
田原市内国道259線沿の舟倉橋の西側にある常夜燈は秋葉山火防神として、1799年（寛政11年）亀井戸木戸の内番所の前に建てられた。その後柳町河岸を経て1968年(昭和43年)に現在地に移転した。

## 二七の市
二七の市は、江戸時代の初期、隣村より田原に移され、歴代田原藩主の厚い保護を受けた六斎市にちなむ朝市。1957年(昭和32年）には船倉橋から以西800mにわたり路上に店が並び、出店数は季節、天候などにより異なるが、船倉橋の埋め立て地では約150店、渥美病院北側の公共広場、松下公共広場では約70店～80店、和地、中山、豊橋、小坂井など遠方の出店者もあった。伝統の朝市は今なお田原市文化会館第一駐車場にて継続されている。

## 渥美巡航株式會社
明治33年、渥美巡行株式會社が設立された。初代社長は岡田秀吉。かつては田原港から豊橋牟呂までの航路を小形の帆船で航海していたが、とても時間がかかっていた（順風で2,3時間、逆風では5,6時間ほど）ため、田原及び牟呂の有志が出資をした。乗船客数35名程度の汽船で、1日に6往復ほどの航海であった。途中で転覆事件により数十人の死亡者が出てしまう事件もあった。
1922年（大正11年）3月に渥美電鐵株式會社が設立され、鉄道工事に着手。1924年（大正13年）6月に豊橋・田原間が開通された。この鉄道の影響で、従来の田原－牟呂の航路を利用する客数が著しく減少し、渥美巡行株式會社は同年7月に解散となった。

## 山田一美
三河港田原地区の埋め立て造成や田原町のリゾート基礎開発も行っていた山田一美は、セメント、砂利、農産物の海上運送を目的として、1950年（昭和25年）8月7日に愛知海運産業株式会社を設立して社長に就いた。

## 牟呂
牟呂市場から田原船倉への通船が行われるようになったのは、1873年（明治6年）のことと伝えられる。
1884年（明治17年）には、牟呂―田原間に蒸気船が就航した。これ以後、渥美半島の交通・物流は三河湾・伊勢湾の海上交通が中心となった。1898年（明治31年）には、渥美巡航船・三河巡航船が設立された。大正時代には、主に第15師団の馬糧や石材・木材などの土木用材・肥料・石炭が入荷したが、1924年(大正13年）に廃止された。